# وقیثین (یمن)
 وقیثین  به عربی ( الوقیثین  ) روستای است در ناحیهٔ (مخلاف جماعة) از توابع استان حَجّه در کشور یمن در شبه جزیره عربستان است. 

## جمعیت
جمعیت آن (۱۶۱۷ ) نفر (۳۷ خانوار) می‌باشد.